# Partit de la Revolució Democràtica
El Partit de la Revolució Democràtica (en castellà, Partido de la Revolución Democrática, PRD), és un dels tres partits polítics més importants de Mèxic. És un partit d'esquerra.

## Història

### Antecedents
L'ambient polític i democràtic de Mèxic va començar a canviar el començament de la dècada dels vuitanta. El país estava experimentant un descontentament amb els governs successius del Partit Revolucionari Institucional (PRI), i fins i tot, algunes figures prominents d'aquest partit se'n van separar, com ara Cuauhtémoc Cárdenas. Mèxic estava experimentat una grau crisi econòmica, causada per errors administratius, i sobretot per la crisi petroliera mundial. El Terratrèmol de Mèxic de 1985, un dels més forts de la història de Mèxic, on van morir més de 10.000 persones, va sacsejar a la societat: el govern va donar una resposta massa tard i inadequada, raó per la qual la societat mateixa va organitzar reeixidament les taques de rescat, dirigides per intel·lectuals d'esquerra prominents del país. Aquest esdeveniment va representar un desvetllament de la consciència ciutadana i de la necessitat d'un canvi.

### Les eleccions presidencials de 1988
Per a les eleccions presidencials de 1988, Cuauhtémoc Cárdenas, fill de l'expresident Lázaro Cárdenas, potser el més famós i estimat dels presidents mexicans del segle xx, es va postular com a candidat d'oposició. Cuauhtémoc es va convertir ràpidament en una figura molt popular, i va guanyar la simpatia de gran part del poble, sobretot d'aquells que volien un govern veritablement social-demòcrata. Per primera vegada en la història del segle xx de Mèxic, Cuauhtémoc va ser el primer candidat d'oposició a omplir el Zócalo, la plaça principal del país, amb simpatitzants.
El dia de les eleccions, el 6 de juliol, 1988, el sistema de còmput, "va caure", i encara que certs sondejos i enquestes declaraven que Cárdenas era el guanyador, el candidat del PRI, Carlos Salinas de Gortari, va ser oficialment declarat guanyador per la Secretaria de Governació, l'institut que estava encarregat del procés electoral. Encara que aquestes eleccions són molt controvertibles, i alguns declaren que el candidat del PRI guanyaria legalment, l'expressió se cayó el sistema, es va convertir en una frase col·loquial per a referir-se al frau electoral.
Cárdenas gaudia d'un gran suport ciutadà. Es van organitzar marxes amb milers de persones encapçalades per Cárdenas mateix. Fins i tot, els candidats del Partit Acció Nacional (PAN), Manuel Clouthier, i Rosario Ibarra, del Partit Revolucionari dels Treballadors, es van unir a les marxes pro-democràcia organitzades per Cárdenas i els seus seguidors.

### Creació del partit
Cercant una via pacífica per a resoldre el descontentament de la ciutadania pel suposat frau electoral, Cárdenas va decidir formar un nou partit polític, el Partit de la Revolució Democràtica el 5 de maig, 1989. Aquest partit va rebre el suport de dissidents del PRI i de l'extint Partit Mexicà Socialista.

### El partit com a força política

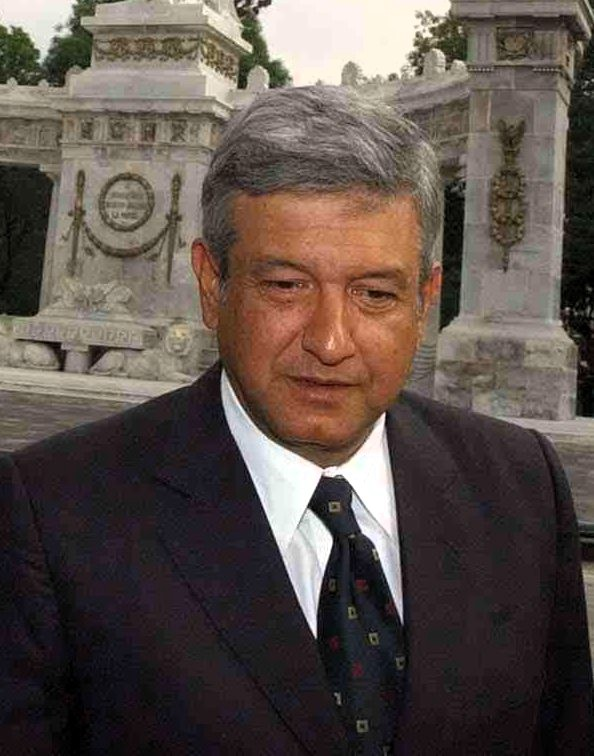
Andrés Manuel López Obrador

Amb el creixement econòmic promogut pel nou president de la nació, Carlos Salinas, el Partit Revolucionari Institucional (PRI) va revigoritzar-se. El Partit Acció Nacional (PAN) també es va fer de més suport dels ciutadans. Així, el Partit de la Revolució Democràtica es convertiria en la tercera força política del país. Per a les eleccions del 1994 i 2000 Cárdenas va obtenir el tercer lloc, amb menys del 20% dels vots.
El Districte Federal Mexicà, com a capital federal, no pertany a un estat sinó a tots els estats de la federació, raó per la qual, històricament, els seus caps de govern eren designats directament pel president de la república. Les demandes per més autonomia es van consolidar el 1997, i per primera vegada, els ciutadans del Districte Federal van elegir al cap de govern i als membres d'una Assemblea Legislativa. En aquestes eleccions, i en les eleccions subsegüents, el PRD va obtenir el suport quasi complet dels ciutadans: una enorme majoria dels diputats de l'Assemblea Legislativa són del PRD. El 1997, Cárdenas es convertiria en el primer cap de govern del Districte Federal elegit per via electoral i el 2000, hi seria elegit Andrés Manuel López Obrador, també del PRD. Tot i el suport del que va gaudir López Obrador, molts opositors consideren que la seva política és més populista que no pas socialista, i que ha incrementat indiscriminadament el deute del Districte Federal per a finançar els seus projectes, com ara la construcció d'una autopista elevada sobre l'Anell Perifèric de la ciutat. Alguns membres del seu equip de treball, com ara el secretari de finances, van ser acusats de corrupció. També va ser criticat per utilitzar recursos del pressupost del Districte Federal per a crear còmics polítics: historietes il·lustrades sobre els "complots" del president de la República, aliat amb l'expresident Carlos Salinas, en contra seva.
El 2005, López Obrador va renunciar a ser cap de govern del Districte Federal i es va presentar com a candidat a President a les eleccions federals de Mèxic de 2006, que es van realitzar el 2 de juliol. El resultat de les eleccions va afavorir al candidat del PAN per només el 0,57% i López Obrador va impugnar el resultat i va acusar l'Institut Federal Electoral de frau. En no presentar prou evidència, el Tribunal Federal Electoral va rebutjar les impugnacions i va declarar Felipe Calderón com a guanyador de les eleccions i president electe. Curiosament, el PRD, que era la tercera força política en nombre de seients al Congrés de la Unió, en les eleccions parlamentàries que es van realitzar simultàniament, es va consolidar com la segona força política del país, duplicant el nombre de seients a ambdues cambres del Congrés. Després de la decisió del tribunal, López Obrador va "enviar al diable" les institucions i va declarar la intenció de formar un govern paral·lel "legítim". Els seus simpatitzants van tancar les principals avingudes de la ciutat de Mèxic i les autopistes d'entrada, i van acampar a la plaça central per 5 setmanes. També va convocar els seus simpatitzants el 16 de setembre, diada nacional de Mèxic, a la plaça central de la capital, per celebrar una "Convenció Nacional Democràtica". Per mitjà d'una votació a mà alçada, aquesta convenció el va elegir "president legítim de Mèxic", basant-se en la seva interpretació de l'article 39 de la constitució mexicana que estableix que el poble té el dret de canviar la forma de govern de la nació.
En les Eleccions federals de Mèxic de 2012, Enrique Peña Nieto del PRI va guanyar amb el 38,21% dels vots contra el 31,59% d'Andrés Manuel López Obrador. El retorn del PRI al poder s'aconseguí per una millor organització de partit, un candidat telegènic, dotze anys de governs del PAN que no van complir amb les expectatives de la societat en ocupació i seguretat, i la nostàlgia d'un temps passat en què el PRI garantia l'ordre i l'autoritat d'un Estat protector.

### Presidència de Lopez Obrador
En les Eleccions federals de Mèxic de 2018, encapçalant la coalició Juntos Haremos Historia com a candidat a la Presidència, López Obrador va guanyar obtenint el 53% dels vots, amb un programa més pragmàtic i conciliador, fent un vot de càstig per la inseguretat i corrupció, i beneficiant-se de la pugna entre el Partit Revolucionari Institucional i el Partit Acció Nacional. Les polítiques governamentals de López Obrador, la Cuarta Transformación es dirigiren a combatre la corrupció, generació d'un estat del benestar i pacificació del país amb l'aprovació de vuit reformes a la constitució de Mèxic i 59 a diferents lleis, codis i reglaments. Sobresurten, per la seva transcendència, amplitud i polèmica generada, les reformes per confiscar els béns patrimonials d'il·legítima procedència o derivats de delictes, com la corrupció i la delinqüència organitzada, la presó preventiva d'ofici, la creació de la Guàrdia Nacional, la nova reforma educativa, paritat de gènere en càrrecs públics, l'acotament al fur del president de la república, el reconeixement constitucional als pobles afromexicans, i la que estableix el caràcter vinculant de les consultes populars i la revocació de mandat.

### Pèrdua del registre com a partit
A les eleccions presidencials de 2024, Partit Acció Nacional (PAN), el Partit Revolucionari Institucional (PRI) i el PRD va formar la coalició Fuerza y Corazón por México, designant Xóchitl Gálvez, del PAN com la seva candidata a Presidenta.
Morena i els seus aliats van aconseguir 364 escons a la cambra baixa, per sobre dels 334 necessaris que suposen una majoria de dos terços necessaris per esmenar la constitució sense consens amb l'oposició, però no va aconseguir-ho al Senat, obtenint 83 dels 128 escons, poc menys de la majoria de dos terços de 85 escons, i en no aconseguir cap escó, el PRD va perdre el registre com a partit polític.